# Cases aparellades al carrer Busquets i Punset (Sant Hilari Sacalm)
Les Cases aparellades al carrer Busquets i Punset és una obra de Sant Hilari Sacalm (Selva) inclosa a l'Inventari del Patrimoni Arquitectònic de Catalunya.

## Descripció
Conjunt de cases aparellades, situades al nucli urbà, al carrer Busquet i Punset.
Cada habitatge, consta de planta baixa i pis, té un ràfec amb entramat de fusta i una teulada a tres vessants en teula àrab.
Totes les obertures són en arc de llinda i estan envoltades per una llinda i brancals de guix. Totes les finestres que hi ha al primer pis, tenen un balcó amb balaustrada de pedra.
Tota la façana està encoixinada i amb unes línies horitzontals. A cada cantonada del conjunt de cases hi ha una cadena realitzada en guix, imitant els carreus de pedra.
Una cornisa horitzontal separa els pisos visualment.
A dalt de les finestres del primer pis hi ha uns petits respiralls.